# Walter Shirlaw

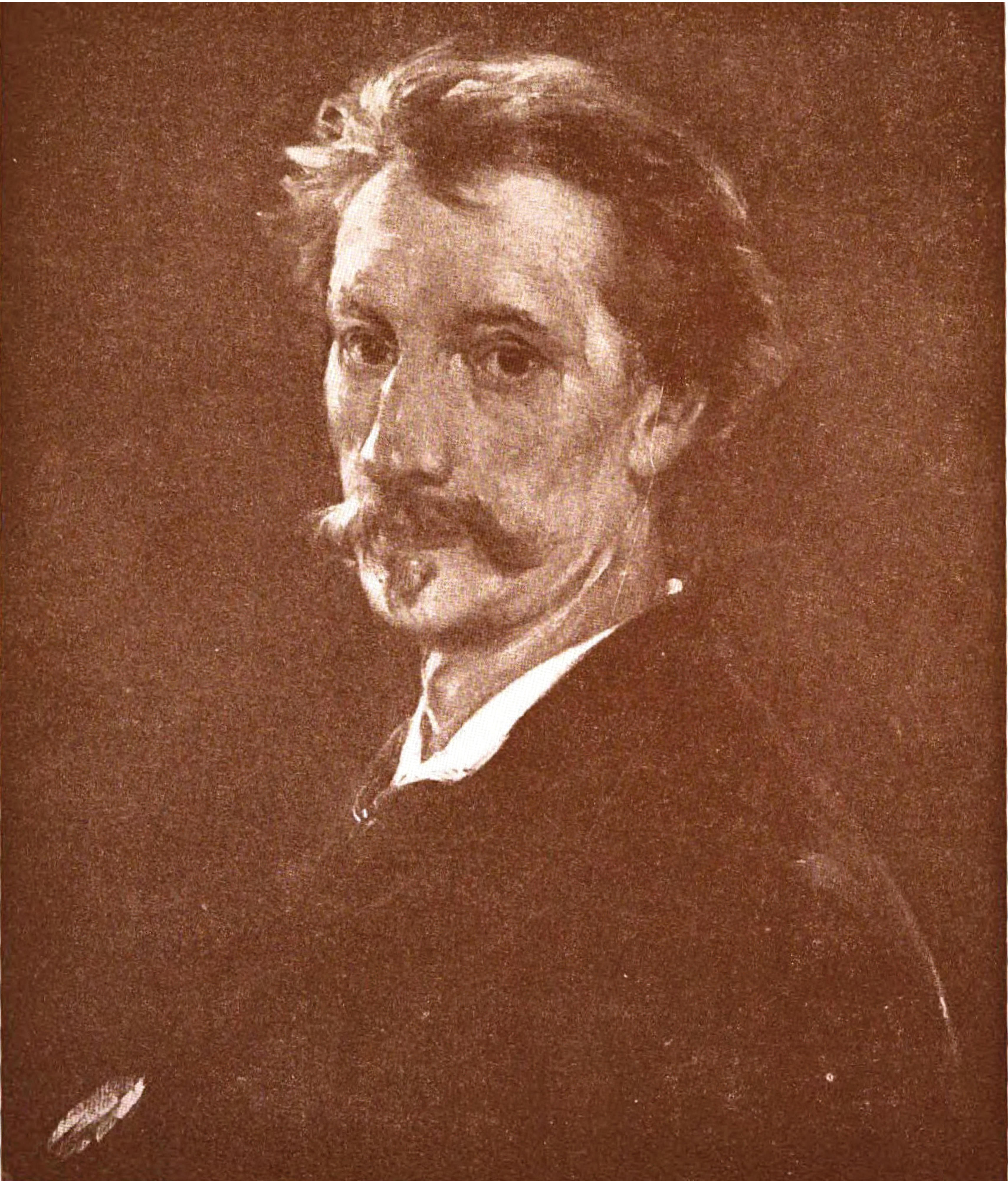
Walter Shirlaw, självporträtt.

Walter Shirlaw, född den 6 augusti 1837 i Paisley i Skottland, död den 26 december 1909 i Madrid, var en amerikansk genremålare.
Shirlaw kom redan 1840 till Amerika, ägnade sig åt konsten i Chicago och New York och fortsatte sedan sina studier i München under Lindenschmit. Efter sin återkomst blev han 1868 medlem av akademien i Chicago, 1878 ledamot av akademien i New York och amerikanska konstnärssällskapets president. Av hans arbeten kan nämnas: Ljudprovet i en sydtysk klockgjutarverkstad, vilken vann stort erkännande i München och senare i Philadelphia, God morgon!, Den unge patriciern, den i teckningen inkorrekta, men livssanna och i koloriten fint utförda framställningen: Fårklippning i bayerska höglandet.